# Cascades Inkura
Les cascades d'Inkura (en japonès: インクラの滝 Inkura-no-taki) són unes cascades al sud de l'illa d'Hokkaido, al Japó. Tenen un desnivell de 44 m i una amplada d'aproximadament 10 m i formen part de la llista de les 100 millors cascades del Japó elaborada pel Ministeri de Medi Ambient l'any 1990.
Aigües avall l'aigua desemboquen al riu Betsubetsu (別々川), que flueix cap al sud a l'oceà Pacífic.